# Kanakir (As-Suwajda)
Kanakir (arab. كناكر) – wieś w Syrii, w muhafazie As-Suwajda. W 2004 roku liczyła 426 mieszkańców.